# Marshall Flinkman
Marshall J. Flinkman es un personaje de ficción interpretado por el actor Kevin Weisman en la serie de televisión Alias. Marshall es un técnico informático e inventor de todo tipo de artilugios de espionaje que trabaja como técnico jefe en el SD-6 y posteriormente para la CIA y APO.

## Expediente clasificado
MARSHALL FLINKMAN
- ID-CLASS: 30408-12650
- PERFIL: FLINKMAN, MARSHALL J

CIA USS-CI-2300922.

- CASOS ARCHIVADOS: MOSCU-E640, TAIWAN-E630, BRASILIA-E651, MADRID-E645, BERLIN-E647, VIRGINIA-E641, MARRUECOS-E650
- AFILIACION: CIA (Agencia Central de Inteligencia)
- NOMBRE EN CLAVE: Merlin
- LUGAR DE NACIMIENTO: Los Ángeles, California
- ALTURA: 170cm
- PESO: 65,5 kg
- IDIOMAS: Inglés, Ewok
- ESPOSA: Carrie Bowman.
- HIJO: Mitchell.

- Datos: Q4992110